# ویسنته گومز (بازیکن فوتبال، زاده ۱۹۸۸)
ویسنته گومز (انگلیسی: Vicente Gómez؛ زادهٔ ۳۱ اوت ۱۹۸۸) بازیکن فوتبال اهل اسپانیا است.
از باشگاه‌هایی که در آن بازی کرده‌است می‌توان به باشگاه فوتبال لاس پالماس و باشگاه فوتبال دپورتیوو لاکرونیا اشاره کرد.